# Escolarització a casa
L'educació a casa o escolarització a casa és un mètode d'educació informal que consisteix a educar als infants a la pròpia llar, habitualment per membres de la família, típicament els pares, mares o un tutor. De fet, és també la que ja es dona abans de l'educació formal obligatòria, i sovint és impartida per la mateixa família o comunitat.
Les famílies no estan en contra del dret a l'escola pública, al contrari, però sí reclamen igualment la no-obligació d'aquesta. La ideologia en què es fonamenta és que l'educació forma part de la criança i que, si els pares volen i poden permetre-s'ho, per formació i temps, aleshores poden donar als fills una educació ideal i amb els seus valors, tant pel que fa a continguts com als mètodes, en comptes dels imposats per un règim o Estat. És un mètode en alça i més freqüent a països com els Estats Units que al sud d'Europa. Als Estats Units, el percentatge de nens entre cinc i disset anys educats a casa gairebé es va duplicar de 1999 a 2012.
Al 1948 va sorgir la Declaració Universal de Drets Humans adoptada per l'Assemblea General de les Nacions Unides, la qual argumenta que els pares tenen el primer dret a triar els mètodes educatius dels seus fills.
Al 1989, la Convenció Internacional sobre els Drets del Nen va admetre el dret dels nens a l'educació, així com el dret a expressar-se lliurement sobre qualsevol problema d'interès.
Tot i això, segons el país, l'educació a casa pot ser legal, il·legal o alegal. Socialment, també les percepcions, prestigi i estatus depèn dels països. Generalment es fa en educació infantil, primària o secundària i batxillerat, podent després els estudiants accedir a la universitat, si volen, fent les mateixes proves que els altres nois i noies. La característica principal de l'educació a casa és el seu eclecticisme, i de fet inclou nombrosos mètodes i submètodes, amb continguts i mètodes més o menys clàssics o tradicionals, més o menys estructurats, més o menys autònoms, etc. Hi ha cooperatives d'educació a la llar. S'han fet nombrosos estudis sobre aquesta mena d'educació i sembla que el rendiment acadèmic dels alumnes, si es reinsereixen en escoles públiques o privades, i a la universitat, és molt alt, cosa que se sol explicar per l'educació rebuda personalitzada i individualitzada. D'altra banda, en aquesta mena d'educació el nivell assolit depèn del dels pares. En general, sembla que no només no tenen cap problema de socialització sinó que en general són més actius amb la comunitat, de voluntariat i en participació cívica, social i política. Un estudi mostraria que a més es declaren més feliços. En els últims anys, l'educació a domicili s'ha convertit en un tema important de discussió internacional, considerada com una alternativa al sistema educatiu tradicional. (A més, aquest tipus d'educació es beneficia d'un marc jurídic d'explotació en la majoria dels països desenvolupats.

## Orígens
És important conèixer la situació d'altres països en la pràctica del homeschooling per a poder tenir una visió global de com es duu a terme en diferents parts del món. En aquest apartat s'analitzen diferents estudis realitzats en diferents països.

### Turquia
L'escolarització a casa ha estat i continua sent un tema controvertit a Turquia des del 2005. Molts educadors i els responsables polítics d'aquest país han expressat preocupacions i oposició a la pràctica de l'educació domiciliària.
El motiu principal és perquè no hi ha prou informació sobre per què les famílies trien aquesta educació, com aquesta educació influeix en l'aprenentatge dels infants i en la comunitat en general.

### Estats Units
La història de l'escolarització a casa es remunta als períodes colonials i nacionals en que Amèrica vivia entre els segles XIX i XX. En un principi, als Estats Units era habitual impartir una educació a les llars, duta a terme per pares o tutors. Però, a mesura que les poblacions s'estaven assentant, les famílies van anar optant més aviat per l'educació formal a les escoles, tant privades com públiques que, a més, eren gratuïtes. Aquesta tendència es dugué a terme al llarg del segle xix fins al segle xx. A mitjans del segle xx, es veia molt estranya l'educació a les llars, tot i que a la dècada dels setanta, la població que duia a terme escolarització a casa va tornar a créixer notablement. Aquest augment ha estat sovint anomenat "moviment escolar a casa", ja que moltes famílies implicades han participat en accions polítiques i legals, agressives i concertades per facilitar el manteniment dels nens a casa durant la jornada escolar.
La història política i social d'Amèrica va establir tres grans canvis conceptuals pel que fa al moviment de l'educació a domicili: el creixement dels suburbis de postguerra i les ideologies antinstitucionals van ajudar a establir, els moviments de drets civils i de les dones, que van popularitzar la protesta organitzada contra l'ordre establert i la polarització de l'electorat en dretes i esquerres a la fi dels anys seixanta i setanta. Ambdós bàndols eren escèptics respecte les institucions establertes com escoles governamentals. A mitjans dels anys 80 hi va haver molta repressió contra el moviment escolar a casa i moltes rivalitats entre ideologies. Durant els anys 80 i 90 hi va haver un seguit de batalles legals i legislatives que van combatre contra l'escolarització a casa.
Encara que sigui impossible un recompte exacte, el Centre Nacional d'Estadístiques Educatives calcula que, el 2011, prop de 1,77 milions de nens, o el 3,4% de la població escolar dels EUA, es trobaven impartint educació a casa. Aquest fet, va representar un augment del 61 per cent respecte a les estimacions de l'organització de 2003 (Noel, Stark i Redford, 2013), el que significa que hi ha un augment de l'escolarització a casa als Estats Units.
Una petita investigació sistemàtica ha estat centrada sobre la població dels Estats Units. Basat en la literatura d'implicació parental, aquest estudi examina per què els pares decideixen la seva escola d'origen. Els pares i mares de 136 nens de primària educats a casa van completar qüestionaris per avaluar la implicació dels pares i creences personals identificades amb el homeschooling. Els resultats d'aquests van suggerir que els pares d'educació domèstica semblen estar motivats per un paper actiu de construcció, un fort sentit de l'eficàcia per ajudar el nen a aprendre i percepcions positives del context de la vida.

### Israel
A Israel, la pràctica de l'educació a casa va començar més tard que als Estats Units, concretament a la dècada dels 90. A partir d'aquí, hi ha hagut un augment significatiu en el nombre i percentatge d'educadors a la llar. S'estima que unes 360 famílies, actualment, participen en l'educació a casa a Israel.
Mitjançant un estudi realitzat a Israel, amb l'objectiu d'examinar les relacions entre les diferents raons per escollir l'educació a casa i la manera en què es practica l'educació a casa, els autors van qüestionar 62 famílies que practiquen l'educació a casa.
Segons unes investigacions prèvies, en la majoria de les famílies és la mare qui interacciona més amb els infants, de manera que influeix més en ells (Neuman 2003; Guterman i Neuman 2014). Podria ser per això, que les mares més ben educades, són més conscients pel que fa als aspectes relacionats amb la família, i d'aquesta manera se centren més en aquesta a l'hora d'escollir que rebin una educació a casa, així doncs, senten que han aprofitat l'educació i no se centren tant en aspectes pedagògics.
Els pares que imparteixen una educació domiciliària només per motius pedagògics dediquen un nombre més gran d'hores a l'aprenentatge en comparació amb aquells qui la duen a terme tant com per motius com pedagògics com familiars.
Les famílies que realitzen homeschooling per motius més familiars, és possible que a més de dur a terme pràctiques per a l'aprenentatge, també realitzin altres activitats com viatges, preparació de menjars conjuntament, etc.

### Europa
A Europa, les normes relatives a la llibertat d'ensenyament difereixen d'un país a un altre, i no estan clarament definides per la majoria de països. Actualment podem trobar tres situacions: hi ha estats que donen suport a l'educació domiciliària (Bèlgica, República Txeca, Gran Bretanya, Hongria, Finlàndia, França, Itàlia, Eslovènia); d'altres que inicialment no permetien l'educació a casa i que actualment ho fan (Àustria); i, per acabar, d'altres que no accepten l'educació domiciliària dins la llei però permeten casos aïllats (Alemanya, Grècia, Romania, Espanya).

#### A Catalunya
Al 2012, s'estima que unes 600 famílies i més d'un miler de nens a Catalunya estaven escolaritzats a casa, però no hi ha un registre oficial ni aquesta opció familiar està reconeguda legalment, ja que la Constitució espanyola recull el dret i l'obligació d'educar els menors de setze anys, però no que sigui obligatori fer-ho en una escola o que no es pugui fer a casa. Així, si volen obtenir el graduat d'ESO s'han d'esperar fins a la majoria d'edat per poder fer l'examen per lliure. La Generalitat diu que no la pot regular perquè una sentència del tribunal constitucional espanyol li ho prohibeix.
S'hi arriba per la criança natural o per voler educar nens que no s'han adaptat a l'escola. També nens amb malalties llargues. Dues grans associacions són les que lideren i aconsellen les famílies sobre aquest tema: A nivell estatal l'Asociación por la Libre Educación (ALE) i a Catalunya la Coordinadora Catalana Pel Reconeixement i la Regulació del Homeschooling.

## Resultats
En els darrers anys, s'han realitzat cada vegada més investigacions a mesura que ha anat incrementant la pràctica del homeschooling. Molts d'aquests estudis s'han basat en la relació entre el gènere i l'estatus socioeconòmic dels participants per a analitzar els resultats d'aquesta pràctica. Per altra part, uns altres factors que influencien són el nivell educatiu de les famílies i el suport financer d'aquestes. A més a més, s'han de tenir en compte factors com les condicions polítiques i socioeconòmiques del país, les característiques demogràfiques, i el nombre de població que hi hagi.
El Ministeri d'Educació Nacional, per tal de garantir un estat de benestar, hauria de tenir un paper clau en la protecció i promoció del dret educatiu dels estudiants. És per aquest motiu que hauria de crear un departament per a educació i educació a domicili, llocs de trobada pels pares, llibres i materials, electrònics recursos, activitats extra-curriculars, suport financer i algunes classes a les escoles per assistir. A més, ha de proporcionar normes d'inspecció i avaluació d'alumnes educats a l'escola i desenvolupar estratègies per tractar problemes que poden sorgir quan s'escola a casa.
La interacció cara a cara amb els professors, la socialització i les diferents oportunitats educatives que s'ofereixen a l'escola destaquen com a motius fonamentals de l'educació escolar. D'altra banda, les famílies que es decanten per l'educació a casa ho fan perquè els nens i nenes tinguin un millor desenvolupament de caràcter i moral, un millor entorn d'aprenentatge i un aprenentatge menys estandarditzat. 
Actualment una gran part del procés de socialització es produeix en l'escola. Per tant, l'educació domiciliària afectarà en aquest aspecte, ja que pot afectar en el món emocional de l'infant. Investigacions actuals han estat investigant les interaccions socials dels nens educats en escoles bressol. Els resultats van confirmar que hi havia una correlació negativa entre els nens i nenes que estaven educats a casa i els que anaven a l'escola i aquest fet provocava problemes emocionals i conductuals.
Les conclusions de l'estudi suggereixen que els pares escullen l'educació a casa, ja que aquests creuen que han de tenir un paper actiu en l'educació dels seus fills, que tenen la capacitat d'ajudar el seu fill a tenir èxit en l'aprenentatge escolar, i percebre que contextual, a més a més de tenir els factors de les seves vides fan possible la participació o l'educació a casa. Cal afegir, que un factor molt important són les creences que una família tingui, ja siguin religioses o morals, a més de les creences sobre el seu paper parental, la seva eficàcia per ajudar el seu fill a aprendre, i les seves creences sobre els recursos personals disponible per ajudar-los a educar els seus fills.

## Comparativa
És important destacar les diferències entre els infants que duen a terme educació a casa amb aquells que l'imparteixen a l'escola. Alhora, és convenient remarcar que les diferències entre els dos grups es troben principalment amb els pares i mares, no en els fills o les filles. Per una banda, és interessant saber que els progenitors que tenen un certificat de mestre no té cap efecte significant en relació amb el nivell d'ensenyança a casa. Independentment d'això, cal comentar que els estudiants ensenyats a casa que tenen pares o mares sense finalitzar la secundària, o sense tenir cap títol universitari, tenen un major rendiment per les matemàtiques i el llenguatge escrit en comparació amb els alumnes de les escoles públiques.
En general, l'evidència empírica demostra clarament que l'educació a la llar pot conduir a l'eliminació de possibles efectes negatius de determinats factors antecedents com els baixos ingressos de la família, l'escàs nivell educatiu parental, els pares sense formació formal com a professors, la raça o origen ètnic de l'estudiant, el seu sexe, el fet de no tenir un ordinador a casa, l'ús poc freqüent de serveis públics (com ara les biblioteques). Això sembla tenir menys influència sobre l'assoliment acadèmic de l'educació domiciliària que no pas als assistents a l'escola pública. Més específicament, en l'educació domiciliària, l'assoliment educatiu de pares, gènere d'estudiant i ingressos de la família pot tenir relacions més febles amb els assoliments acadèmics que no pas en escoles públiques.
Els estudiants de homescooling no estan adequadament socialitzats, ja que passen tots els dies amb la seva família a casa sense el benefici d'una major varietat de influències. Aquest fet, refuta a la manca d'interacció.
Contràriament a les inquietuds de l'establiment educatiu, el nen participa en una gran varietat d'activitats extracurriculars. Els estudiants a casa estan involucrats regularment en una mitjana de vuit activitats socials fora de casa. Aquests inclouen programes de tarda i de cap de setmana amb estudiants de l'escola pública (esports, exploradors, ballet, treball a temps parcial i voluntari, excursions de dia i programes cooperatius amb grups d'altres infants educats a casa). Aquest fet, propícia als infants que estudien a casa a mirar menys la televisió; de tots els nens i nenes escolaritzats a casa, el 65% mira una hora o menys la televisió per dia, en comparació al 25% a nivell nacional.
Segons una investigació de Larry Shyers, els nens de les escoles públiques tenen problemes significativament més grans de comportament que no pas els escolaritzats a casa. Possiblement això sigui perquè els principals models a seguir que els nens que estudien a sobre comportament són els seus pares i mares, més que els seus companys. Shyers també va concloure que no hi havia diferències significatives entre el desenvolupament d'un mateix concepte o assertivitat entre els nens escolartizats i els que no.
Segons una recerca de Thomas C. Smedley, els estudiants amb estudis a casa són més madurs i millor socialitzats que els enviats a l'escola pública o privada.
Els infants que realitzen els estudis a casa són més feliços, més reflexius, més competents, més sociables i amb un major grau d'autoestima.

## Cultura popular
La pel·lícula de ficció Captain Fantastic (2016), dirigida per Matt Ross i protagonitzada per Viggo Mortensen descriu la vida d'una família a la qual els sis fills són educats pels seus pares segons les seves prioritats i conviccions, i com es relacionen entre ells i amb els altres.